# Limnophora nigripennis
Limnophora nigripennis är en tvåvingeart som beskrevs av Stein 1904. Limnophora nigripennis ingår i släktet Limnophora och familjen husflugor. Inga underarter finns listade i Catalogue of Life.